# Stari Zdenkovac
Stari Zdenkovac (1931-ig Zdenkovac) falu Horvátországban, Pozsega-Szlavónia megyében. Közigazgatásilag Cseglényhez tartozik.

## Fekvése
Pozsegától légvonalban 32, közúton 43 km-re keletre, községközpontjától  légvonalban 8, közúton 10 km-re keletre, a Krndija-hegység és Dilj-hegység közötti völgyben, a Longya jobb partján fekszik. 

## Története
A település 1901-ben keletkezett a Longya jobb partja melletti tágas erdőirtáson. Első lakói szlovák, horvát, magyar és német erdészeti munkások voltak, akik közül sokan az erdei munkalehetőség megszűnése után elköltöztek más erdészetek területére.  1910-ben 166 lakosa volt a településnek. Az 1910-es népszámlálás szerint lakosságának 37%-a szlovák, 33%-a horvát, 15%-a magyar, 13%-a német anyanyelvű volt. Pozsega vármegye Pozsegai járásának része volt. Az I. világháború után 1918-ban az új szerb-horvát-szlovén állam, majd később (1929-ben) Jugoszlávia része lett. Római katolikus plébániáját 1958-ban alapították. 1991-től a független Horvátországhoz tartozik. 1991-ben lakosságának 89%-a horvát, 8%-a szerb nemzetiségű volt. 2011-ben a településnek 33 lakosa volt. 

## Lakossága
| Lakosság változása | Lakosság változása | Lakosság változása | Lakosság változása | Lakosság változása | Lakosság változása | Lakosság változása | Lakosság változása | Lakosság változása | Lakosság változása | Lakosság változása | Lakosság változása | Lakosság változása | Lakosság változása | Lakosság változása | Lakosság változása |
| ------------------ | ------------------ | ------------------ | ------------------ | ------------------ | ------------------ | ------------------ | ------------------ | ------------------ | ------------------ | ------------------ | ------------------ | ------------------ | ------------------ | ------------------ | ------------------ |
| 1857               | 1869               | 1880               | 1890               | 1900               | 1910               | 1921               | 1931               | 1948               | 1953               | 1961               | 1971               | 1981               | 1991               | 2001               | 2011               |
| 0                  | 0                  | 0                  | 0                  | 0                  | 166                | 214                | 558                | 296                | 277                | 225                | 180                | 121                | 63                 | 46                 | 33                 |

## Nevezetességei
- A Lourdes-i Szűzanya tiszteletére szentelt római katolikus plébániatemploma 1976-ban épült.
- A 35. szám alatti oromzatos, hosszú tornácos lakóház védett műemlék.